# Galán (apellido)
Galán es un apellido español de tipo característico, extendido por toda la Península. Existen varios linajes con el apellido Galán muy diversificados por España. Varios caballeros de los distintos linajes de Galán probaron su nobleza de sangre en reiteradas ocasiones ante las Reales Chancillerías de Valladolid y Granada. El linaje de Galán de Noceda probó su hidalguía ante Real Audiencia de Oviedo.

## Etimología y origen
Galán es un apellido cuyo origen deriva del sobrenombre referido a las características físicas de las personas que comenzaron a portarlo. Etimológicamente el adjetivo galán alude a un caballero "de buen semblante, elegante y airoso".
No existe, por tanto, un origen único y localizado del apellido Galán, habiendo varias casas solariegas de este linaje en la Corona de Aragón, Extremadura, Castilla y el Principado de Asturias, no emparentadas entre sí. Probablemente el solar aragonés de los Galán sea el más antiguo, con orígenes en la Baja Edad Media. 
Tal como recoge el heraldista asturiano Francisco Sarandeses en su obra Heráldica asturiana, en la parroquia de Noceda de Rengos del concejo de Cangas del Narcea hubo una Casa de Galán, de distinguida nobleza, cuyos miembros probaron su hidalguía ante la Real Audiencia de Oviedo. Una rama de este linaje asturiano pasó al Reino de Galicia, estableciéndose en las comarcas orientales de la provincia de Lugo.

## Hidalguía y Órdenes militares
Varios caballeros del linaje de Galán de Noceda probaron su nobleza de sangre en distintas ocasiones ante la Real Audiencia de Oviedo. 
Se conservan en los Archivos de las Reales Chancillerías de Valladolid y Granada numerosos pleitos de hidalguía de caballeros de distintos linajes de Galán que probaron su condición de hijosdalgo. Ante la Real Chancillería de Valladolid Pedro Galán en 1533, y Julián Galán en 1830. Ante la Real Chancillería de Granada Esteban Galán y Duche en 1712, Francisco Galán de Ponce en 1783, y Salvador Galán de Valenzuela en 1797.
Muchos linajes de este apellido probaron su nobleza en las Órdenes militares españolas de Santiago, Calatrava, Alcántara y Montesa; en la Real y Muy Distinguida Orden de Carlos III y en la Orden Hospitalaria de San Juan de Jerusalén.

## Armas
- Los Galán de Noceda, asturianos: Un escudo en campo de gules, con tres fajas de plata, cargadas con una cotiza de sinople. Bordura cosida de gules, con seis piñas de plata.[2]
- Los Galán castellanos y aragoneses: Un escudo partido: primero, en campo de plata, tres bandas de azur; segundo, en campo de gules, un castillo de oro.
- Otros Galán: Un escudo en campo azur, un árbol de oro, frutado de gules y alzado a su tronco un lebrel, manchado de sable. Bordura de sinople con seis crecientes de plata.

## Distribución
Según el Instituto Nacional de Estadística (INE) un total de 38 934 personas portan el apellido Galán en primera posición, 38 230 en segunda posición, y 409 en ambas.
El apellido Galán se concentra mayoritariamente en las regiones de Extremadura, Castilla y León, Castilla-La Mancha, Andalucía, Madrid y Asturias.